# صالح‌آباد (بیارجمند)
صالح‌آباد یک روستا در ایران است که در دهستان خوارتوران شهرستان شاهرودواقع شده‌است. صالح‌آباد ۱۹۵ نفر جمعیت دارد.